# Raffaele Santanello
Raffaele Santanello (Potenza, 19 giugno 1816 – Firenze, 26 giugno 1873) è stato un magistrato e politico italiano.
Nominato Senatore del Regno d'Italia il 9 settembre del 1872.